# Laisse tomber tes problèmes
Singles de Collectif Métissé
L'été Toute L'année
(2010) Sexy Lady
(2011)
Pistes de Destination Soleil
Letter to the lord Laisse-toi aller bébé
(2)
Laisse tomber tes problèmes est une chanson de groupe de musique bordelais Collectif Métissé sortie le 27 juin 2011. 1er single extrait de l'album Destination soleil (2011), la chanson a été écrite par Douglas Carr, Frédéric Crépin, Claude Somarriba, Juan Veintetres, Dag Volle, Alban Nwapa, Gaëtan Carnasciali et produite par Frédéric Crépin. Le single se classe dans le top 10 en France et numéro un du club 40. La chanson est inspirée de la chanson Sing Hallelujah! du musicien suédois Dr. Alban.

## Clip vidéo
Le clip vidéo a été mis en ligne le 11 mai 2011 sur le site de partage YouTube par le compte officiel du groupe. D'une durée de 3 minutes et 21 secondes, la vidéo comptabilisait plus de 16,5 millions de fois le 9 septembre 2020.

## Liste des pistes
Promo - CD-Single 
1. Laisse tomber tes problèmes - 3:16

## Classement par pays
Le single entre directement à la 5e place du Top 50 la 4e semaine de janvier 2012.
| Classement (2011) | Meilleure position |
| ----------------- | ------------------ |
| France (SNEP)     | 8                  |
| France (Club 40)  | 1                  |